# Malaya leei
Malaya leei är en tvåvingeart som först beskrevs av Robert A.Wharton 1947.  Malaya leei ingår i släktet Malaya och familjen stickmyggor. Inga underarter finns listade i Catalogue of Life.